# Emma Sinclair-Webb
Emma Sinclair-Webb ist die britische Türkei-Direktorin der Menschenrechtsorganisation Human Rights Watch. Sie tritt regelmäßig in internationalen Medien mit Kommentaren und Berichten zur Menschenrechtssituation in der Türkei in Erscheinung, insbesondere seit dort Recep Tayyip Erdoğan an der Spitze des Staates steht.

## Werdegang
Sinclair-Webb hat einen Abschluss der Universität Cambridge und promovierte in der Abteilung für Politik und Soziologie am Birkbeck College mit einer Arbeit zu religiösen und urbanen Konflikten.
An der Middlesex University in Großbritannien lehrte sie im Bereich Kultur- und Geisteswissenschaften und arbeitete außerdem als Redakteurin im Verlagswesen in den Themenbereichen Geschichte, Kultur und Politik des Mittleren Ostens.
Bei Amnesty International war sie von 2003 bis 2007 als wissenschaftliche Mitarbeiterin im Themenschwerpunkt Türkei, bevor sie 2007 als Senior Turkey Researcher zu Human Rights Watch in die Europa- und Zentralasien-Abteilung wechselte. Hier arbeitete sie unter anderem zu Polizeigewalt, staatlich initiierten Tötungen und „Verschwindenlassen“ sowie dem Missbrauch von Terroristengesetzen. Später wurde sie Türkei-Direktorin der Menschenrechtsorganisation.  
2016 lebte Sinclair-Webb in Istanbul.

## Publikationen (Auswahl)

### Monografien
- mit Mai Ghoussoub: Imagined Masculinities. Changing Patterns of Identity for Middle Eastern Men. Saqi Books, 2000, ISBN 978-0-86356-042-2 (englisch, Online veröffentlicht von  Cambridge University Press, 2002).
- Human Rights Watch (Hrsg.): Closing ranks against accountability : barriers to tackling police violence in Turkey (= Human Rights Watch short reports, Turkey). 2008, ISBN 978-1-56432-409-2.

- Human Rights Watch (Hrsg.): Protesting as a terrorist offense: the arbitrary use of terrorism laws to prosecute and incarcerate demonstrators in Turkey. Human Rights Watch, New York, NY 2010, ISBN 978-1-56432-708-6 (englisch).

### Berichte und Aufsätze
- Sectarian Violence, the Alevi Minority and the Left: Kahramanmaraş. 1978. In: Paul Joseph White, Joost Jongerden (Hrsg.): Turkey's Alevi Enigma: A Comprehensive Overview (= Social, economic, and political studies of the Middle East and Asia. Nr. 88). Brill, Leiden 2003, ISBN 978-90-04-12538-4, S. 215–236 (Auszug aus der Dissertation).

- Human Rights Watch (Hrsg.): Time for Justice. Ending Impunity for Killings and Disappearances in 1990s Turkey. 3. September 2012 (englisch, hrw.org).

- Human Rights Watch (Hrsg.): Turkey’s Human Rights Rollback. Recommendations for Reform. 29. September 2014 (englisch, hrw.org).
- The Trajectory of Legal Reform for Advancing Human Rights in Turkey and the Role of Civil Society. In: London School of Economics and Political Science. (Hrsg.): The State of Democracy in Turkey: Institutions, Society and Foreign Relations (= LSE Middle East Centre Collected Papers |. Nr. 4). Dezember 2015, S. 15–23.